# Ulrich Graf
Ulrich Graf, född 6 juli 1878 i Bachhagel, död 3 mars 1950 i München, var en tysk SS-Brigadeführer. Han var en av de tidigaste medlemmarna i NSDAP (medlem nummer 8) och SS (medlem nummer 26). Graf deltog, som medlem av Stoßtrupp Adolf Hitler, i Adolf Hitlers ölkällarkupp i München den 8–9 november 1923. Vid kuppmännens marsch den 9 november ställdes sig Graf framför Hitler då militären öppnade eld. Graf fick flera allvarliga skottskador och anses ha räddat Hitlers liv.